# Tetiana Romanenko
Tetiana Ołeksandriwna Romanenko, ukr. Тетяна Олександрівна Романенко (ur. 3 października 1990 w Odessie, Ukraińska SRR) – ukraińska piłkarka, grająca na pozycji pomocnika, wielokrotna reprezentantka Ukrainy.

## Kariera piłkarska

### Kariera klubowa
W 2003 rozpoczęła zawodową karierę klubową w seniorskiej drużynie Czornomoroczka Odessa. Potem występowała w klubach Jużanka Chersoń, Żytłobud-1 Charków, Eniergija Woroneż, Kubanoczka Krasnodar, Suwon UDC, Empoli Ladies FBC, Stade de Reims i Saint-Étienne.

### Kariera reprezentacyjna
14 listopada 2009 roku zadebiutowała w seniorskiej kadrze narodowej w zremisowanym 1:1 meczu kwalifikacyjnym do mistrzostw świata 2011 z Węgierkami. Była rezerwową w składzie reprezentacji Ukrainy na Mistrzostwa Europy w Piłce Nożnej Kobiet 2009.